# Dave McLlwain
David Allan „Dave“ McLlwain (* 9. Juni 1967 in Seaforth, Ontario) ist ein ehemaliger kanadischer Eishockeyspieler, der in seiner Karriere 521 Spiele in der National Hockey League bestritt und später neun Jahre für die Kölner Haie aktiv war.

## Karriere
Die Karriere von Dave McLlwain begann 1984 in seiner Heimat Ontario, wo er, wie sein Vater Jack McLlwain, zunächst zwei Jahre für die Kitchener Rangers und später zwei weitere Jahre für die North Bay Centennials in der kanadischen Juniorenliga OHL spielte. Der Center, der in der Juniorenliga stets mit guten Statistiken auf sich aufmerksam machte, wurde beim NHL Entry Draft 1986 von den Pittsburgh Penguins in der 9. Runde an insgesamt 172. Position ausgewählt. In der Saison 1986/87 wurde er ins All-Star-Team der OHL gewählt und spielte für Kanada bei der Junioren-Weltmeisterschaft. Nach der Spielzeit wurde McLlwain schließlich von den Penguins für zwei Jahre verpflichtet, pendelte aber des Öfteren zwischen dem NHL-Team und dem Farmteam hin und her. Allerdings bestritt der Angreifer den Großteil der Spiele für die Penguins, wurde schließlich jedoch Saisonbeginn 1989/90 zu den Winnipeg Jets transferiert, wo er durchweg im Profi-Team eingesetzt wurde und im ersten Jahr sogar die Play-offs erreichen konnte.
In der Spielzeit 1991/92 wurde McLlwain mehrfach getauscht. Er begann in Winnipeg, spielte den Großteil des Jahres bei den New York Islanders, zwischenzeitlich einige Spiele für die Buffalo Sabres und den Rest der Saison für die Toronto Maple Leafs. Danach wurde es wieder etwas ruhiger für McLlwain. Zwar wurde er nach einem weiteren Jahr in Toronto 1993 nach Ottawa transferiert, doch spielte er sowohl in der Saison für die Leafs sowie auch die beiden folgenden Jahre bei den Senators als Stammspieler in der NHL. Während seines dritten Jahres bei den Senators stand der Angreifer dann allerdings fast durchgängig in deren Farmteam in Cleveland auf dem Eis. Kurz vor Transferschluss wechselte McLlwain zurück nach Pittsburgh, wo er den Rest der Saison inklusive Playoffs verbrachte.
Nachdem der Kanadier in der Saison 1996/97 wieder hauptsächlich in der Minor League IHL für Cleveland gespielt und nur 4 NHL-Spiele für die New York Islanders bestritten hatte, wechselte er nach Deutschland zum EV Landshut. In seiner ersten Europa-Saison überzeugte der Stürmer, wie bei den meisten Stationen in seiner Karriere, als Teamspieler durch enorme Übersicht und ständigen Einsatz. Allerdings verließ der Kanadier die DEL nach nur einer Saison wieder und ging zum SC Bern in die Schweizer Nationalliga A. Dort verbrachte McLlwain zwei sehr produktive Jahre, in denen er deutlich mehr Punkte sammelte als er Spiele bestritt und zu den besten Akteuren der Liga gehörte.
Durch seine guten Leistungen in der Schweiz empfahl sich McLlwain für ein erneutes Engagement in der DEL, sodass die Kölner Haie den mittlerweile 33-Jährigen zur Saison 2000/01 verpflichteten. In der Domstadt setzte sich der Kanadier als Reihe-Eins-Center durch und wurde mit den Haien 2002 deutscher Meister. Auch in den Folgejahren überzeugte Dave McLlwain vor allem als Vorlagengeber, aber durchaus auch als Vollstrecker in den entscheidenden Spielen. In den Jahren von 2003 bis 2007 wurde der Mittelstürmer fünf Mal in Folge zum DEL All-Star Game eingeladen. In der Spielzeit 2005/06 war McLlwain gemeinsam mit dem Düsseldorfer Tore Vikingstad bester Scorer der Vorrunde sowie bester Vorlagengeber. In der Spielzeit 2006/07 war der Kanadier erneut erfolgreichster Scorer der Vorrunde und bester Vorlagengeber, woraufhin er Im November 2007 für ein weiteres Jahr in Köln unterschrieb. Am 23. Februar 2008 wurde McLlwain zu Kölns Sportler des Jahres 2007 gewählt. In der Saison 2007/2008 bestritt er sein 500. DEL-Spiel bei den Kölner Haien.
In der Spielzeit 2008/09, in der es für die Haie sportlich sehr schlecht lief, war der bereits 41-jährige McLlwain auch weiterhin einer der konstantesten Spieler. Für das All-Star-Spiel am 31. Januar 2009 in Berlin erhielt er zum sechsten Mal eine Einladung – dieses Mal führte er das nordamerikanische Team zudem als Kapitän an. Am 1. März 2009 bestritt er bei der 3:4-Niederlage gegen den ERC Ingolstadt das letzte Spiel seiner Karriere.

## Erfolge und Auszeichnungen
- Deutscher Meister 2002 mit den Kölner Haien
- Deutscher Eishockey-Pokal Sieger 2004 mit den Kölner Haien
- DEL-Topscorer 2007
- 2003 Teilnahme am DEL All-Star Game
- 2004 Teilnahme am DEL All-Star Game
- 2005 Teilnahme am DEL All-Star Game
- 2006 Teilnahme am DEL All-Star Game
- 2007 Teilnahme am DEL All-Star Game
- 2009 Teilnahme am DEL All-Star Game
- Kölns Sportler des Jahres 2007

## Karrierestatistik
(Legende zur Spielerstatistik: Sp oder GP = absolvierte Spiele; T oder G = erzielte Tore; V oder A = erzielte Assists; Pkt oder Pts = erzielte Scorerpunkte; SM oder PIM = erhaltene Strafminuten; +/− = Plus/Minus-Bilanz; PP = erzielte Überzahltore; SH = erzielte Unterzahltore; GW = erzielte Siegtore; 1 Play-downs/Relegation; Kursiv: Statistik nicht vollständig)